# Sagas berömda böcker
Sagas berömda böcker, bokserie (Libris 140844) med klassiker för ungdomar, utgiven av Svensk Läraretidnings Förlag (senare AWE/Geber). Enligt omslaget "ett levande klassikerbibliotek för ungdom i goda bearbetning, vackert illustrerade".
Jämför Pelarböckerna, som delade Saga-numreringen men var en annan serie med annat ISSN.
| Författare                                                            | Titel                                                                              | Originaltitel                                                         | Illustratör                      | Utgivningsår | Nr  |
| --------------------------------------------------------------------- | ---------------------------------------------------------------------------------- | --------------------------------------------------------------------- | -------------------------------- | ------------ | --- |
| Louisa M. Alcott                                                      | Unga kvinnor                                                                       | Little Women                                                          | Stig Södersten                   | 1965         | 477 |
| Louisa M. Alcott                                                      | Våra vänner från ifjol                                                             | Good Wives                                                            | Stig Södersten                   | 1967         | 512 |
| P.C. Asbjørnsen och J. Moe                                            | Norska folksagor                                                                   | Norske folkeeventyr                                                   |                                  | 1986         |     |
| Margaret Baker                                                        | Det borttappade sjöbarnet och tre andra sagor                                      | The lost merbaby                                                      | Mary Baker                       | 1984         |     |
| J.M. Barrie                                                           | Peter Pan i Kensington Gardens                                                     | Peter Pan in Kensington Gardens                                       | Arthur Rackham                   | 1982         |     |
| J.M. Barrie                                                           | Peter Pan och Wendy                                                                | Peter Pan and Wendy                                                   | Mabel Lucie Attwell              | 1983         |     |
| Fridtjuv Berg                                                         | Trojanska kriget                                                                   |                                                                       | Louis Moe                        | 1969         | 9   |
| William F. Cody                                                       | Buffalo Bill                                                                       | Buffalo Bill's life story                                             | Erik Prytz                       | 1963         | 33  |
| Miguel de Cervantes Saavedra                                          | Don Quijote av la Mancha                                                           | El ingenioso hidalgo Don Quijote de la Mancha                         | Gustave Doré                     | 1965         | 474 |
| James Fenimore Cooper                                                 | Hjortdödaren                                                                       | The deerslayer                                                        | Erik Prytz                       | 1965         | 138 |
| James Fenimore Cooper                                                 | Prärie                                                                             | The prairie                                                           | Erik Prytz                       | 1970         | 425 |
| James Fenimore Cooper                                                 | Den siste mohikanen                                                                | The last of the Mohicans                                              | Erik Prytz                       | 1964         | 37  |
| James Fenimore Cooper                                                 | Stigfinnaren                                                                       | The pathfinder                                                        |                                  | 1983         |     |
| Daniel Defoe                                                          | Robinson Kruse                                                                     | The life and strange surprising adventures of Robinson Crusoe of York | Gerda Tirén                      | 1969         | 2   |
| Charles Dickens                                                       | David Copperfield                                                                  | The personal history and experience of David Copperfield the younger  | Hablôt K. Browne ("Phiz")        | 1968         | 201 |
| Charles Dickens                                                       | Oliver Twist                                                                       | Oliver Twist                                                          | Gösta Kriland                    | 1965         | 186 |
| Beulah Marie Dix                                                      | Flickan som ville bli pojke                                                        | Merrylips                                                             |                                  | 1962         | 433 |
| Alexandre Dumas d.ä.                                                  | Diana                                                                              | Diana                                                                 | Maurice Leloir                   | 1962         | 432 |
| Alexandre Dumas d.ä.                                                  | Den heliga ligan                                                                   | Les quarante-cinq                                                     |                                  | 1963         | 437 |
| Alexandre Dumas d.ä.                                                  | Greven av Montecristo                                                              | Le comte de Monte Cristo                                              |                                  | 1963         | 440 |
| Alexandre Dumas d.ä.                                                  | De tre musketörerna                                                                | Les trois mousquetaires                                               | J.A. Beaucé och P. Philippoteaux | 1961         | 133 |
| Alexandre Dumas d.ä.                                                  | Myladys son                                                                        | Vingt ans après                                                       | Fred-Money                       | 1968         | 324 |
| Anna Erslev                                                           | Gula vargen                                                                        | Den gule ulv                                                          | G. Stoopendaal                   | 1961         | 15  |
| Hans Hagen                                                            | Kung Gilgamesj                                                                     | Koning Gilgamesj                                                      |                                  | 1986         |     |
| Victor Hugo                                                           | Ringaren i Notre Dame                                                              | Notre-Dame de Paris                                                   | Stig Södersten                   | 1977         |     |
| Anna Jürgen                                                           | Rövad av irokeserna                                                                | Blauvogel                                                             | Kurt Zimmermann                  | 1971         | 303 |
| Rudyard Kipling                                                       | Djungelboken                                                                       | The jungle book                                                       | Erik Prytz                       | 1978         |     |
| Rudyard Kipling                                                       | Just så-historier                                                                  | Just so stories for little children                                   | Rudyard Kipling                  | 1980         |     |
| Selma Lagerlöf                                                        | Ett Mårbackabarn: ur Mårbacka, Ett Barns memoarer, Dagbok samt Troll och människor |                                                                       | Stig Södersten                   | 1969         | 566 |
| Valdemar Lindholm                                                     | Sagor från Lappland                                                                |                                                                       |                                  | 1984         |     |
| Jack London                                                           | Skriet från vildmarken                                                             | The call of the wild                                                  | Göte Göransson                   | 1966         | 503 |
| Frederick Marryat                                                     | Den flygande holländaren                                                           | The phantom ship                                                      | Gunnar Olofsson                  | 1964         | 314 |
| Edith Nesbit                                                          | Huset Ardens gåta                                                                  | The house of Arden                                                    | H. R. Millar                     | 1962         | 431 |
| Edith Nesbit                                                          | Dickie Harding                                                                     | Harding's luck                                                        | H. R. Millar                     | 1980         |     |
| Edith Nesbit                                                          | Den underbara trädgården                                                           | The wonderful garden                                                  | H. R. Millar                     | 1981         |     |
| Edith Nesbit                                                          | Den förtrollade staden                                                             | The magic city                                                        | H. R. Millar                     | 1983         |     |
| Edith Nesbit                                                          | Nya skattsökare                                                                    | New treasure seekers                                                  | Gordon Browne                    | 1982         |     |
| Edith Nesbit                                                          | Snällvillarna                                                                      | The wouldbegoods                                                      | Arthur H. Buckland & Hassall     | 1981         |     |
| Edith Nesbit                                                          | Skattsökarna                                                                       | The story of the treasure seekers                                     | Gordon Browne                    | 1985         |     |
| Nordiska guda- och hjältesagor, samlade och berättade av Åke Ohlmarks |                                                                                    |                                                                       |                                  | 1986         |     |
| Rudolf Erich Raspe                                                    | Münchhausens underbara äventyr                                                     | Freiherr von Münchhausens wunderbare Reisen und Abenteuer             | Erik Prytz                       | 1965         | 64  |
| Walter Scott                                                          | Ivanhoe                                                                            | Ivanhoe                                                               | Gösta Kriland                    | 1977         |     |
| Robert Louis Stevenson                                                | Dr. Jekyll och Mr. Hyde                                                            | The strange case of Dr. Jekyll and Mr. Hyde                           | Erik Prytz                       | 1967         | 521 |
| Robert Louis Stevenson                                                | Skattkammarön                                                                      | Treasure Island                                                       | Erik Prytz                       | 1968         | 452 |
| Svenska folksagor, berättade av Fridtjuv Berg                         |                                                                                    |                                                                       |                                  | 1982         |     |
| Jonathan Swift                                                        | Gullivers underbara resor                                                          | Travels into several remote nations of the world by Lemuel Gulliver   | David Ljungdahl                  | 1968         | 10  |
| J.R.R. Tolkien                                                        | Gillis Bonde från Ham                                                              | Farmer Giles of Ham                                                   |                                  | 1985         |     |
| Tusen och en natt, i urval och bearb. av Anna Wahlenberg              |                                                                                    |                                                                       | Louis Moe                        | 1981         |     |
| Mark Twain                                                            | En droppe negerblod                                                                | Pudd'nhead Wilson                                                     | Gösta Kriland                    | 1961         | 408 |
| Mark Twain                                                            | Huckleberry Finns äventyr                                                          | The adventures of Huckleberry Finn                                    | Per Silfverhjelm                 | 1976         |     |
| Mark Twain                                                            | Tom Sawyers äventyr                                                                | The adventures of Tom Sawyer                                          | Per Silfverhjelm                 | 1961         | 146 |
| Jules Verne                                                           | Begums miljoner                                                                    | Les cinq cents millions de la bégum                                   | Martin Lamm                      | 1961         | 411 |
| Jules Verne                                                           | Hector Servadacs resor i rymden                                                    | Hector Servadac, voyages et aventures à travers le monde solaire      | P. Philippoteaux                 | 1988         |     |
| Jules Verne                                                           | Den hemlighetsfulla ön                                                             | L'île mystérieuse                                                     | P. Férat                         | 1977         |     |
| Jules Verne                                                           | Jorden runt på 80 dagar                                                            | Le tour du monde en quatre-vingt jours                                | Edvard Forsström                 | 1966         | 5   |
| Jules Verne                                                           | Kapten Grants barn                                                                 | Les enfants du capitaine Grant                                        | David Ljungdahl                  | 1988         |     |
| Jules Verne                                                           | Tsarens kurir                                                                      | Michael Strogoff                                                      | Stig Södersten                   | 1979         |     |
| Jules Verne                                                           | En världsomsegling under havet                                                     | Vingt mille lieues sous les mers                                      | De Neuville                      | 1981         |     |